# Gurh
Gurh är en ort i Indien.   Den ligger i distriktet Rewa och delstaten Madhya Pradesh, i den centrala delen av landet, 600 km sydost om huvudstaden New Delhi. Gurh ligger 333 meter över havet och antalet invånare är 13 102.
Terrängen runt Gurh är huvudsakligen platt, men söderut är den kuperad. Runt Gurh är det tätbefolkat, med 383 invånare per kvadratkilometer. Närmaste större samhälle är Chorhāt, 19,0 km öster om Gurh. Trakten runt Gurh består till största delen av jordbruksmark.